# Semaforo dell'isola di Gorgona
Il semaforo dell'isola di Gorgona è un semaforo marittimo dismesso del mar Ligure sulla sommità dell'isola di Gorgona, sul promontorio di punta Gorgona.

## Storia
Il semaforo, la cui costruzione risale alla fine dell'Ottocento, venne attivato dalla Regia Marina per monitorare il traffico marittimo nel tratto del mar Ligure attorno all'isola e per l'illuminazione notturna della stessa isola ai natanti in transito nel medesimo tratto marino. Nel 1913 venne attivato anche un osservatorio meteorologico, con la stazione meteorologica di Gorgona che per il Servizio meteorologico dell'Aeronautica Militare ha registrato i dati fino a tutto il 1974 e per alcuni mesi del 1975, anno in cui venne decisa la definitiva dismissione dell'infrastruttura. Dopo la definitiva dismissione dell'infrastruttura semaforica, sull'isola sono stati attivati dalla Marina Militare due moderni fari in vetroresina, il n. 1983 nella parte settentrionale dell'isola presso punta Paratella e il n. 1992 all'estremità meridionale dell'isola presso punta di Cala Scirocco, mentre il fanale metallico n. 1988 è stato attivato presso il porto.

## Architettura
Del complesso si è conservato il fabbricato principale, a pianta rettangolare, disposto su tre livelli, con pareti in muratura, presso il quale sono rimaste le antenne che venivano utilizzate nell'assistenza alla navigazione per la ricezione e la trasmissione radiofonica e telegrafica. Prima dell'attivazione dei fari moderni, l'infrastruttura semaforica era dotata di un faro per l'illuminazione notturna dell'isola.